# O mie
Singles représentant la Moldavie au Concours Eurovision de la chanson
Lăutar
(2012)
O mie (en français, « Mille ») est une chanson de la chanteuse moldave Aliona Moon. Elle a été écrite par Iuliana Scutaru et composée par Pasha Parfeny. Elle est surtout connue pour être la chanson qui a représenté la Moldavie au Concours Eurovision de la chanson 2013 qui a lieu à Malmö en Suède. Elle arrive 4e avec 95 points lors de la première demi-finale. Lors de la grande finale, elle termine 11e avec 71 points.
Il existe également une version en anglais qui s'intitule A Million.